# Lake Wivenhoe
Lake Wivenhoe (engelska: Wivenhoe Dam) är en reservoar i Australien. Den ligger i delstaten Queensland, omkring 50 kilometer väster om delstatshuvudstaden Brisbane. Lake Wivenhoe ligger 65 meter över havet.
I omgivningarna runt Lake Wivenhoe växer huvudsakligen savannskog. Runt Lake Wivenhoe är det mycket glesbefolkat, med 3 invånare per kvadratkilometer. Genomsnittlig årsnederbörd är 1 222 millimeter. Den regnigaste månaden är januari, med i genomsnitt 252 mm nederbörd, och den torraste är september, med 30 mm nederbörd.